# Organismos Sidirodromon Ellados

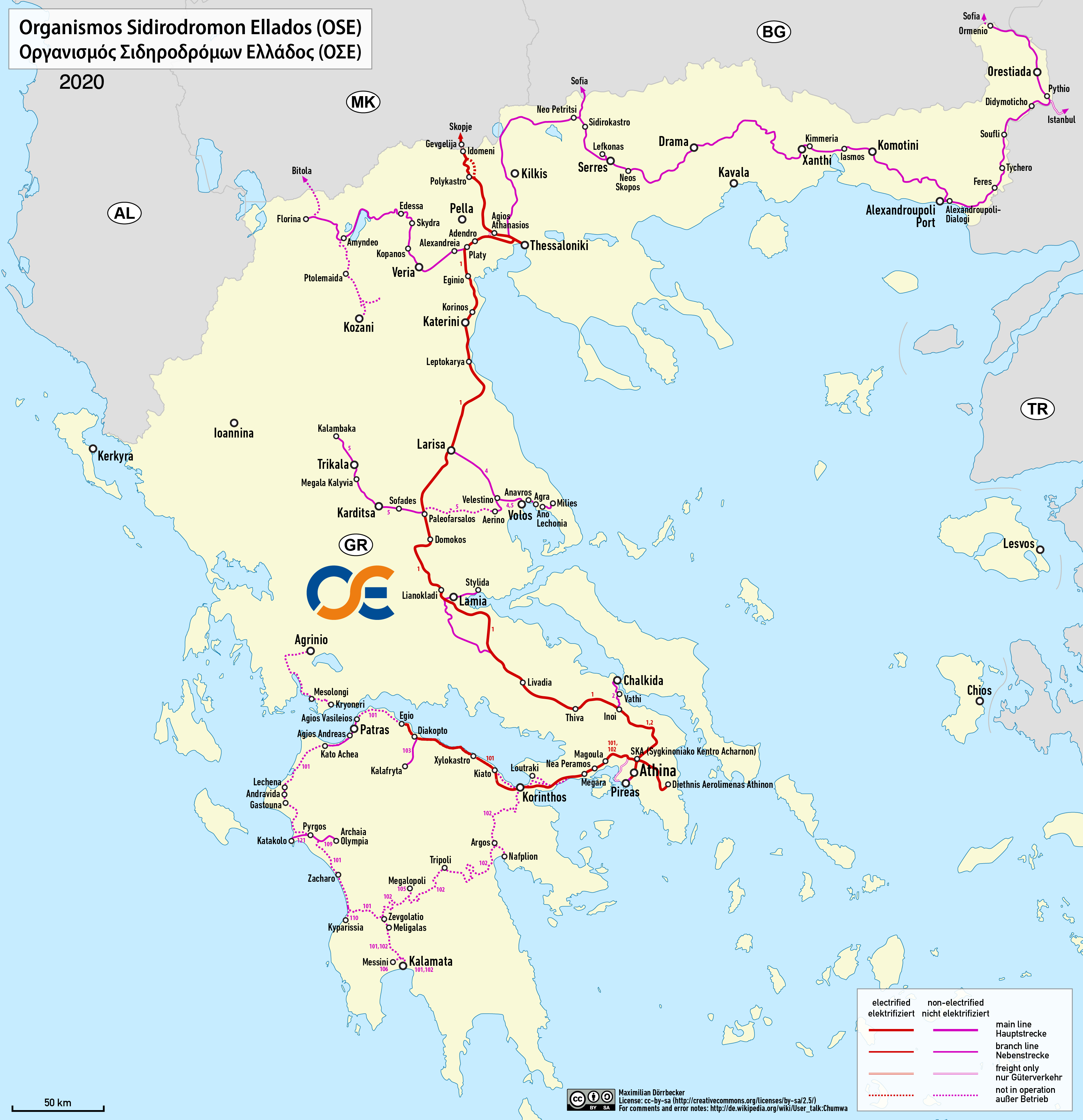
Sieć kolejowa OSE

Organismos Sidirodromon Ellados (Οργανισμός Σιδηροδρόμων Ελλάδος – Organizacja Dróg Żelaznych Grecji) – narodowy przewoźnik kolejowy w Grecji.
Przedsiębiorstwo zarządza 2571 km linii kolejowych.